# Šta bi dao da si na mom mjestu
A Šta bi dao da si na mom mjestu (magyarul: Mit adnál azért, hogy az én helyemben legyél) a Bijelo dugme második nagylemeze, mely 1975-ben jelent meg a zágrábi Jugoton kiadónál. Katalógusszáma: LSY-63046. A kiadás kinyitható borítós, az első nyomathoz egy 12 oldalas képes füzet is tartozik, melyben a dalszövegek is megtalálhatóak.

## Az album dalai

### A oldal
1. Tako ti je mala moja kad ljubi Bosanac (3:52)
2. Hop-cup (2:18)
3. Došao sam da ti kažem da odlazim (3:36)
4. Ne gledaj me tako i ne ljubi me više (6:46)

### B oldal
1. Požurite konji moji (7:17)
2. Bekrija si cijelo selo viče e pa jesam, šta se koga tiče (2:47)
3. Šta bi dao da si na mom mjestu (7:42)

## Közreműködők
- Goran Bregović - gitár, harmónika
- Željko Bebek - ének, basszusgitár
- Zoran Redžić - basszusgitár
- Ipe Ivandić - dob
- Vlado Pravdić - orgona, szintetizátor, elektromos zongora, zongora
- Neil Harrison - producer
- Peter Henderson - hangmérnök
- Chris Blair -
- Dragan S. Stefanović - terv, fényképek